# Disconeura dissimilis
Disconeura dissimilis är en fjärilsart som beskrevs av Druce 1910. Disconeura dissimilis ingår i släktet Disconeura och familjen björnspinnare. Inga underarter finns listade i Catalogue of Life.